# Rishon Devils
Rishon Devils je izraelský hokejový klub z města Rišon le-Cijon, trojnásobný vítěz izraelské ligy. Domácí zápasy hraje na zimním stadionu Ice Peaks v Cholonu. Klub vznikl v roce 2001 a původně se věnoval pouze inline hokeji, oddíl ledního hokeje byl založen v roce 2010 a o rok později začal hrát nejvyšší soutěž. Klubové barvy jsou červená, černá a bílá, předsedou je Moše Elkin. 

## Umístění v lize
- 2011/12: 5. místo
- 2012/13: 1. místo
- 2013/14: 1. místo
- 2014/15: 1. místo
- 2015/16: 3. místo

Klub se jako mistr země zúčastnil Kontinentálního poháru 2015/16, kde po porážkách se Zeytinburnu Belediyespor 4:14, HK CSKA Sofia 1:7 a HK Partizan 1:9 skončil na posledním místě kvalifikační skupiny.
Devils mají tři rezervní týmy: Devils-2, kteří hrají také nejvyšší soutěž, a Monsters Rishon a Legion Rishon, působící ve druhé lize.